# Jacques Rouvier
Pour les articles homonymes, voir Rouvier.
Jacques Rouvier est un pianiste français, né à Marseille le 18 janvier 1947. 

## Biographie
Après avoir étudié au Conservatoire de Paris avec Jean Hubeau, il obtient des premiers prix de piano (1965) et de musique de chambre (1967). Il entre ensuite chez Vlado Perlemuter et Pierre Sancan, en cycle de perfectionnement, et travaille plus tard avec Jean Fassina. Il remporte le premier prix du concours Viotti à Verceil et du concours de Barcelone (1967). Lauréat du troisième grand prix ex aequo avec Vladimir Viardo du Concours international Marguerite-Long-Jacques-Thibaud en 1971 et de la Fondation de la Vocation, il se voit également décerner le prix Ravel de l'Union Européenne de Radio. 
En 1970, il fonde un trio avec Jean-Jacques Kantorow et Philippe Muller. Parmi ses réalisations discographiques, l'intégrale de l'œuvre pour piano de Ravel ainsi que les sonates pour violon et piano de Debussy et Ravel, couronnées par un grand prix du disque. 
Surtout connu en tant qu'enseignant, il assure des master classes dans le monde entier et est professeur de piano au Conservatoire de Paris depuis 1979 où il est un professeur recherché.
Depuis 2006, il est professeur au Mozarteum de Salzbourg.

## Pédagogie

### Assistantes
Sa première assistante lors de sa nomination au Conservatoire de Paris est l'ancienne assistante de Reine Gianoli, décédée, Suzanne Roche. Elle est ensuite remplacée par Théodore Paraskivesco.
Par la suite, la pianiste française Prisca Benoit, qui aura été son élève puis son épouse, devint également son assistante, lui permettant de bâtir une entente légendaire autour de sa classe de piano, une ambiance familiale qui n'est sans doute pas étrangère au bon succès de la pédagogie à La Villette[non neutre].

## Accusations de harcèlement sexuel
À l'été 2024, Jacques Rouvier est visé par une enquête de la Brigade de protection des mineurs (BPM) pour des faits supposés de harcèlement sexuel et moral sur des enfants élèves entre 1999 et 2007. On l'accuse d'avoir pratiqué une discrimination physique envers ses élèves, certaines personnes évoquant "un droit de cuissage systémique". 

### Élèves
La soliste Hélène Grimaud fut son élève au Conservatoire de Paris.
Romain Descharmes donne de son ancien professeur un témoignage élogieux sur le site Pianobleu, parlant notamment d'un « magicien-psychologue », se félicitant de « l'engagement » et des « risques » que Jacques Rouvier parvenait à faire prendre à ses jeunes étudiants du Conservatoire[non neutre]. 
La liste des pianistes passés entre les mains de Jacques Rouvier est longue et révélatrice[non neutre] :
| Années 1980 | Années 1990 | Années 2000 | Années 2010                    |
| --- | --- | --- | ------------------------------ |
| - Hélène Grimaud - Jean Pierre Baudry - Denis Pascal - Claire-Marie Le Guay - Arcadi Volodos - Philippe Giusiano | - Vahan Mardirossian - Jean Dubé - Romain Descharmes - Lidija Bizjak - David Kadouch - Pascal Amoyel - David Fray - Mika Akiyama - Lydie Solomon - Yin Zheng (en) | - Sanja Bizjak - Juliana Steinbach - Katharina Treutler - Mladen Čolić (en) - Anastasya Terenkova - Matthieu Stefanelli | - Guillaume Vincent - Mu-Ye Wu |